# UFC on ESPN: Ngannou vs. Velasquez
UFC on ESPN: Ngannou vs. Velasquez (noto anche come UFC on ESPN 1) è stato un evento di arti marziali miste tenuto dalla Ultimate Fighting Championship il 17 febbraio 2019 alla Talking Stick Resort Arena di Phoenix, negli Stati Uniti d'America.

## Risultati
|                                   | Divisione             |                   |                 |                    | Metodo                                  | Round           | Tempo           | Premio          |
| Card Principale                   | Card Principale       | Card Principale   | Card Principale | Card Principale    | Card Principale                         | Card Principale | Card Principale | Card Principale |
| --------------------------------- | --------------------- | ----------------- | --------------- | ------------------ | --------------------------------------- | --------------- | --------------- | --------------- |
|                                   | Pesi massimi          | Francis Ngannou   | batte           | Cain Velasquez     | KO (pugni)                              | 1               | 0:26            |                 |
|                                   | Pesi leggeri          | Paul Felder       | batte           | James Vick         | Decisione unanime (29-28, 30-27, 30-27) | 3               | 5:00            |                 |
|                                   | Pesi paglia femminili | Cynthia Calvillo  | batte           | Cortney Casey      | Decisione unanime (29-28, 29-28, 30-27) | 3               | 5:00            |                 |
|                                   | Pesi piuma            | Kron Gracie       | batte           | Alex Caceres       | Sottomissione (rear-naked choke)        | 1               | 2:06            | POTN            |
|                                   | Pesi welter           | Vicente Luque     | batte           | Bryan Barberena    | KO tecnico (ginocchiate e pugni)        | 3               | 4:54            | FOTN            |
|                                   | Pesi piuma            | Andre Fili        | batte           | Myles Jury         | Decisione unanime (29-28, 29-28, 29-28) | 3               | 5:00            |                 |
| Card Preliminare (ESPN)           |                       |                   |                 |                    |                                         |                 |                 |                 |
|                                   | Pesi gallo            | Aljamain Sterling | batte           | Jimmie Rivera      | Decisione unanime (30-27, 30-27, 30-27) | 3               | 5:00            |                 |
|                                   | Catchweight (63,5 kg) | Manny Bermudez    | batte           | Benito Lopez       | Sottomissione (ghigliottina)            | 1               | 3:09            |                 |
|                                   | Pesi mosca femminili  | Andrea Lee        | batte           | Ashlee Evans-Smith | Decisione unanime (30-27, 30-27, 30-27) | 3               | 5:00            |                 |
|                                   | Pesi leggeri          | Nik Lentz         | batte           | Scott Holtzman     | Decisione unanime (29-28, 29-28, 29-28) | 3               | 5:00            |                 |
| Card Preliminare (UFC Fight Pass) |                       |                   |                 |                    |                                         |                 |                 |                 |
|                                   | Catchweight (62,6 kg) | Luke Sanders      | batte           | Renan Barão        | KO (pugni)                              | 2               | 1:01            | POTN            |
|                                   | Pesi paglia femminili | Emily Whitmire    | batte           | Aleksandra Albu    | Sottomissione (rear-naked choke)        | 1               | 1:01            |                 |

## Premi
I lottatori premiati ricevettero un bonus di 50.000 dollari.
Legenda:
- FOTN: Fight of the Night (vengono premiati entrambi gli atleti per il miglior incontro dell'evento)
- POTN: Performance of the Night (viene premiato il vincitore per la migliore performance dell'evento)